# Азотистые основания
Азо́тистые основа́ния — гетероциклические органические соединения, производные пиримидина и пурина, входящие в состав нуклеиновых кислот. Для сокращенного обозначения пользуются большими латинскими буквами. К азотистым основаниям относят аденин (A), гуанин (G), цитозин (C), которые входят в состав как ДНК, так и РНК. Тимин (T) входит в состав только ДНК, а урацил (U) встречается только в РНК. Тимин и урацил обладают сходной химической структурой и отличаются только отсутствием метильной группы у 5-го атома углерода урацила. Аденин и гуанин являются производными пурина, а цитозин, урацил и тимин — производными пиримидина.

## Научные открытия
Не так давно были открыты ещё два азотистых основания: это синтетические вещества d5SICSTP и dNaMTP  Архивная копия от 19 мая 2018 на Wayback Machine. Они обладают свойством комплементарности и могут входить в состав олигонуклеотидов внутри ДНК. Их содержит геном генно-модифицированной бактерии Escherichia coli, полученной исследователями из Научно-исследовательского институт имени Скриппса.

## Строение и структура
Азотистые основания, соединяясь ковалентной связью с 1' атомом рибозы или дезоксирибозы, образуют N-гликозиды, которые называются нуклеозиды. Нуклеозиды, в которых к 5'-гидроксильной группе сахара присоединены одна или несколько фосфатных групп, называются нуклеотидами. Эти соединения являются строительными блоками молекул нуклеиновых кислот — ДНК и РНК. После образования молекулы нуклеиновой кислоты входящие в её состав азотистые основания могут вступать в различные химические реакции под действием ферментов и факторов внешней среды. Таким образом, нуклеиновые кислоты часто содержат модифицированные азотистые основания. Типичной модификацией такого рода является метилирование.
В таблице приведена структура главных азотистых оснований.
| Азотистое основание | Аденин     | Гуанин     | Тимин     | Цитозин   | Урацил   |
| Нуклеозид           | Аденозин A | Гуанозин G | Тимидин T | Цитидин C | Уридин U |